# L'apostrophe (théâtre)
Pour les articles homonymes, voir L'Apostrophe (homonymie).
L'apostrophe est la scène nationale de Cergy-Pontoise et du Val-d'Oise. C'est une structure théâtrale intercommunale qui regroupe deux théâtres d'agglomération : le Théâtre des Arts à Cergy-centre (148 places) et le Théâtre des Louvrais à Pontoise (548 places).
La scène nationale, dirigée par Jean-Joël Le Chapelain depuis 1999, est un service public ouvert à tous qui permet la rencontre avec les œuvres et les artistes en résidences théâtre, danse, musiques improvisées et propose des spectacles pluridisciplinaires en diffusion venant du monde entier, en direction du tout public et du public jeune. Sa saison est rythmée par de grands rendez-vous départementaux : Périphérique Festival des arts mêlés, Escales danse en Val-d'Oise, Théâtre & politique, Festival(s) Orphée & Viva la Vida et par un programme d'action culturelle et de formation en direction des publics les plus variés. L'apostrophe est subventionnée la Communauté d'agglomération de Cergy-Pontoise, le Ministère de la Culture et de la Communication, le Conseil départemental du Val d'Oise et la Région Ile-de-France.
L'Apostrophe fait partie du réseau de l'Association des scènes nationales.

## Présentation des deux théâtres

### Le Théâtre des Louvrais à Pontoise
Inauguré le 18 mai 1974 et conçu par les architectes Menez et Jolly, le Théâtre des Louvrais se trouve place de la Paix, au cœur du quartier des Louvrais à Pontoise. Lors de son ouverture, la gestion du théâtre est confiée au Centre d’Animation Culturelle (CAC) de Cergy-Pontoise. Vingt ans plus tard (novembre 1995), le théâtre ferme ses portes. En 1997 il devient théâtre d’agglomération et le Syndicat d’Agglomération Nouvelle (SAN), jugeant qu’une réhabilitation est indispensable, confie le chantier au cabinet d’architecte Bernard Kohn.
L’équipement rouvre ses portes en janvier 2000. Il est l’un des deux équipements confiés par la Communauté d’agglomération de Cergy-Pontoise (ex SAN) à la scène nationale, rebaptisée en 1999 "L’apostrophe scène nationale de Cergy-Pontoise et du Val-d’Oise" à l’arrivée de Jean Joël Le Chapelain, son directeur actuel.
Dans la nuit du 8 au 9 novembre 2005, un assaut volontaire provoque l’incendie du théâtre, dont les locaux restent inexploitables pendant plusieurs mois. La mobilisation des collectivités publiques, locales, départementales, régionales et nationales, l’engagement des services de la Communauté d’agglomération de Cergy-Pontoise et des entreprises missionnées ont permis sa réhabilitation en un temps record. Sa réouverture, le 16 mars 2007, a été suivie d’une l’inauguration officielle le 23 mars 2007, en présence des tutelles de la scène nationale et du public,.
Quelques données
- 548 places
- ouverture plateau : 23,80 m (mur à mur) / 19,40 m (cadre de scène)
- profondeur plateau : 14,80 m
- salle de répétition
- accès personnes à mobilité réduite
- dispositif pour les personnes malentendantes
- espace bar

### Le Théâtre des Arts à Cergy-centre
Au début des années 1970, portés par le mouvement de décentralisation artistique mené par l’État, les concepteurs de la ville nouvelle de Cergy décident d’offrir à la culture une place de choix. Ils conçoivent un grand centre culturel sur la dalle, censé accueillir un musée d’art contemporain, une école de musique, deux théâtres et une bibliothèque. Les Centres d’Animation Culturelle (CAC) créés dans les villes nouvelles de la région parisienne assurent une présence artistique déterminante, au cœur même de la vie de la cité.
L’ouverture est prévue pour 1975. Mais le centre est finalement jugé trop onéreux et le projet d’un musée d’art contemporain disproportionné. Bernard Hirsch – responsable de l’aménagement de la ville nouvelle – demande aux deux architectes Claude Vasconi et Georges Pencreac'h d’imaginer un autre projet. Les architectes proposent alors l’édification d’un bâtiment polyvalent qui conserve une dimension culturelle, mais de taille plus réduite, sans le musée et abritant aussi « l’hôtel de ville ». Le Centre Culturel et Administratif André Malraux est inauguré le 8 octobre 1979. Au sein de ce bâtiment, le Théâtre des Arts (géré par le CAC de Cergy-Pontoise), est alors capable d’accueillir près de 200 spectateurs.
Une place publique traverse le bâtiment de part en part. Abritée par un toit de verre et de métal, la place des Arts ressuscite l’antique agora des cités grecques. Cœur vivant du grand centre, le bâtiment − emblématique de la ville nouvelle − abrite aujourd’hui les services de l’agglomération, le Conservatoire à rayonnement régional de Cergy-Pontoise, la Bibliothèque d’étude et d’information et le Théâtre des Arts.
De 1986 à 1999, ce nom désignait alors la scène nationale dans son ensemble. En 1999, celle-ci prenant désormais le nom de L'apostrophe, « L’-Théâtre des Arts » désigne dès lors l’équipement de Cergy et « L’-Théâtre des Louvrais » celui de Pontoise.
De 1999 à 2004, une réhabilitation du Théâtre des Arts permet notamment l’installation des bureaux contigus à l’accueil du théâtre, à la place des anciens locaux de l’ANPE.
En 2011, la salle de spectacle voit l’installation d’un gril technique complet et motorisé.
En 2012, c’est au tour des gradins d’être remplacés : plus silencieuse, facilitant l’accueil de personnes à mobilité réduite, la tribune motorisée peut se replier intégralement ou partiellement, permettant des configurations variables. La capacité d’accueil du Théâtre des Arts passe alors de 189 places à 148 places.
Quelques données
- jauge 148 places - gradins rétractables
- ouverture plateau : 14,50 m (mur à mur) / 11,50 m (cadre de scène)
- profondeur plateau : 11 m
- accès personnes à mobilité réduite
- espace bar

## Administration
Directeurs
- Daniel Girard
- Daniel Poignant
- Jean-Marie Hordé - 1979 à 1989[7]
- Vincent Colin - 1990 à 1998[8]
- Jean Joël Le Chapelain - 1999 - 2017
- Fériel Bakouri - à partir de 2017

## Manifestations

### Périphérique Festival des Arts mêlés
Festival organisé depuis 2004 en partenariat avec le Théâtre Paul Éluard de Bezons et la Ville de Gonesse (et le Centre des arts d'Enghien-les-Bains pour les premières éditions), Périphérique Festival des Arts mêlés abolit les frontières entre les arts. Danse, musique, théâtre, cinéma, arts plastiques… les disciplines se mêlent et s’entremêlent pour proposer des objets artistiques inclassables, qui explorent les formes, sortent des conventions et reflètent l'inventivité de la création contemporaine.

### Escales danse en Val-d'Oise
Organisé depuis 2000 en partenariat avec de multiples partenaires sur le Val-d'Oise, Escales Danse en Val-d’Oise invite le public à arpenter le territoire au gré des propositions chorégraphiques. De dix à douze structures du département s’associent et font rayonner la danse contemporaine, avec les mille visages qui sont aujourd’hui les siens.

#### Le réseau Escales danse en Val-d'Oise
- Théâtre Paul Éluard scène conventionnée de Bezons
- L'apostrophe scène nationale de Cergy-Pontoise et du Val-d'Oise
- Direction de l'action culturelle et de L'Orange bleue d'Eaubonne
- Espace Germinal, scène de l'est vadoisien de Fosses
- Direction de l'action culturelle de Garges-lès-Gonesse
- Direction des actions culturelles de Gonesse
- Direction de l'action culturelle de Goussainville
- Espace culturel Lucien Jean de Marly-la-Ville
- Coordination de l'action culturelle de Saint-Gratien
- Centre culturel de Taverny, soutenu par le Ministère de la Culture et de la communication et le Conseil départemental du Val d'Oise

### Théâtre & Politique
Organisé à L'apostrophe depuis 2010, Théâtre & Politique redonne au théâtre sa fonction démocratique et politique et se consacre à mettre en lumière les voies citoyennes qui s'expriment à travers l'art et ses différents langages. Théâtre & Politique interroge la vision des artistes, les mutations de notre temps et met l'accent sur la nécessité des échanges dans notre société.

### Festival(s) Orphée & Viva la Vida
Festival organisé tous les deux ans depuis 2012. Sous l’impulsion du Pôle Ressource Théâtre du Cristal, du Conseil départemental du Val-d'Oise et de L’apostrophe scène nationale de Cergy-Pontoise et du Val-d'Oise, de multiples partenaires culturels s’associent pour présenter des spectacles, des films, des événements, des rencontres où il est question du handicap du fait de leurs interprètes ou des thématiques abordées. Pour la 3e édition en 2016, le Festival Viva la Vida s'est associé avec le Festival Orphée présent sur les Yvelines pour créer un unique événement intitulé Festival(s) Orphée & Viva la Vida sur les deux départements.

## Artistes en résidence depuis 1999
Cette section regroupe les artistes en résidence depuis 1999.
Charles Cré-ange - chorégraphe - 1999 à 2001
- Squares (1999)
- A Purple Space (2000)
- West Side Story de Leonard Bernstein (2001)
- Outlaws (2001)

Charlie Brozzoni - metteur en scène - 1999 à 2001
- Tout ce que je retiens nourrit le feu d'après Peter Turrini (1999)
- La Tempête de William Shakespeare (2001)
- West Side Story de Leonard Bernstein (2001)

Béatrice Massin - chorégraphe - 2001 à 2003
- Pimpinone (2001)
- Le Corps baroque (2001)
- Trio Triptyque (2002 et 2003)
- Que ma joie demeure (2002[11])
- Orphée et Eurydice (2003)

Daniel Dobbels - chorégraphe - 2003 à 2005
- De tous ces temps (2002[12])
- Est-ce que ce qui est loin s'éloigne de l'être humain ? (2003)
- D'un jour à l'autre (2003)
- Famille de danse discrètes[13] (2004)
- 10' et Ni / Et (2005)

Michael Batz - metteur en scène - 2003 à 2005
- La Femme fantôme (2003)
- Le Silence des étoiles (2004)
- Une ardente patience d'après Antonio Skàrmeta (2005)

Andy Emler - compositeur et pianiste - 2004 à 2007
- Le Megaoctet entre en piste (2005)
- Rencontre avec Michel Portal (2005)
- Solo à La Roche-Guyon (2006)
- En trio à Franconville (2006)
- Chilhood Journey (2007)
- Andy Emler Jubile... (2007)

Abbi Patrix - metteur en scène - 2005 à 2007
- Le Compagnon (2006)
- Visites singulières de l'Axe Majeur (2006)
- Les Portes (2007)

François Verret - chorégraphe - 2005 à 2007
- Chantier Musil (2005)
- In the Back of my Mind (2006)
- Sans retour (2006)
- Laboratoire de recherches artistiques (2007)

Yves Beaunesne - metteur en scène - 2007 à 2011
- L'Échange[14] de Paul Claudel (2008)
- Le Canard sauvage[15] de Henrik Ibsen (2008)
- Lorenzaccio d'Alfred de Musset (2009)
- Récit de la servante Zerline[16] d'Hermann Broch (2010)
- Così fan tutte[17] de Wolfgang Amadeus Mozart (2011)
- Pionniers à Ingolstadt[18] de Marieluise Fleisser (2011)

François Méchali - compositeur et contrebassiste - 2007 à 2011
- Remix/Tinguett (2008)
- Histoires de résonances (2008)
- Suites en V.O. (2009)
- La Transméditerranéenne et les Gnawas du Maroc[19] (2010)
- Haut les basses ![20] (2010)
- Le Dibbouk oratorio[21] (2011)

Nasser Martin-Gousset - chorégraphe - 2007 à 2011
- Peplum [22](2008)
- Comedy (2008)
- La Belle (2009)
- Pacifique (2010)
- Projet Renoir[23] (2011)

Jacques Rebotier - metteur en scène et compositeur - 2012 à 2013
- Les 3 Parques m'attendent dans le parking (2012)
- Tout coule (2012)
- Contre les bêtes (2012)
- Tout contre les feuilles (2013)
- Héraclite et Démocrite (2013)
- Cabaret de la dernière chance (2013)

Olivier Dubois - chorégraphe - 2012 à 2014
- Rouge (2012)
- Tragédie (2012)
- Révolution (2013)
- Souls (2014)

Antoine Caubet - metteur en scène - 2012 à 2014
- Roi Lear 4/87[24] d'après William Shakespeare (2012 et 2014)
- Finnegans Wake - chap. 1 d'après James Joyce (2012)
- Lucia di Lammermoor[25] (2013)
- Œdipe roi[26] de Sophocle (2013)

Pierre de Bethmann - compositeur et pianiste - 2012 à 2015
- Duo avec David El Malek (2012)
- Go (2012)
- Concert commentés autour d'Herbie Hancock (2012), de Keith Jarrett (2013), de Duke Ellington (2013), de John Coltrane (2014), de Chick Corea (2014)
- Medium Ensemble (2013)
- Shift (2014)
- Trio avec Sylvain Romano et Tony Rabeson (2014 et 2015)
- Pour Suite (2015)

François Verret - chorégraphe - depuis 2014
- Rhapsodie démente (2015)[27]
- Dedans Dehors #2 (2015)[28]
- Où en sommes-nous ? (2017)
- Le Pari (2017)

Les Chiens de Navarre - théâtre - depuis 2014
- Les Armoires normandes (2015)[29]
- Les danseurs ont apprécié la qualité du parquet (2016)
- Nous avons les machines (2017)

Yom - compositeur et clarinettiste - depuis 2015
- Le Silence de l'exode (2015)
- Song for the Old Man (2016)
- Concert commenté en duo avec Aurélien Naffrichoux (2016)
- Illuminations (2017)

## Accès
- Théâtre des Louvrais : place de la Paix 95300 Pontoise
- Théâtre des Arts : place des Arts 95000 Cergy